# Войново (Любуське воєводство)
Войново (пол. Wojnowo, нім. Reckenwalde) — село в Польщі, у гміні Карґова Зеленогурського повіту Любуського воєводства.
Населення — 212 осіб (2011).
У 1975-1998 роках село належало до Зеленогурського воєводства.

## Демографія
Демографічна структура станом на 31 березня 2011 року:
|          | Загалом | Допрацездатний вік | Працездатний вік | Постпрацездатний вік |
| -------- | ------- | ------------------ | ---------------- | -------------------- |
| Чоловіки | 100     | 11                 | 77               | 12                   |
| Жінки    | 112     | 19                 | 59               | 34                   |
| Разом    | 212     | 30                 | 136              | 46                   |